# Documental de montaje
El documental de montaje es una película documental basada en la compilación de materiales diversos de segunda mano, esto es que no fueron obtenidos para formar parte del documental, con preeminencia de material de archivo, filmes o fragmentos de ellos rodados por otros realizadores antes de la compilación. 

## Concepto de filme documental
El filme documental es el que refleja un aspecto de la realidad, mostrada con imágenes y sonidos (textos y entrevistas), según el punto de vista del autor.  

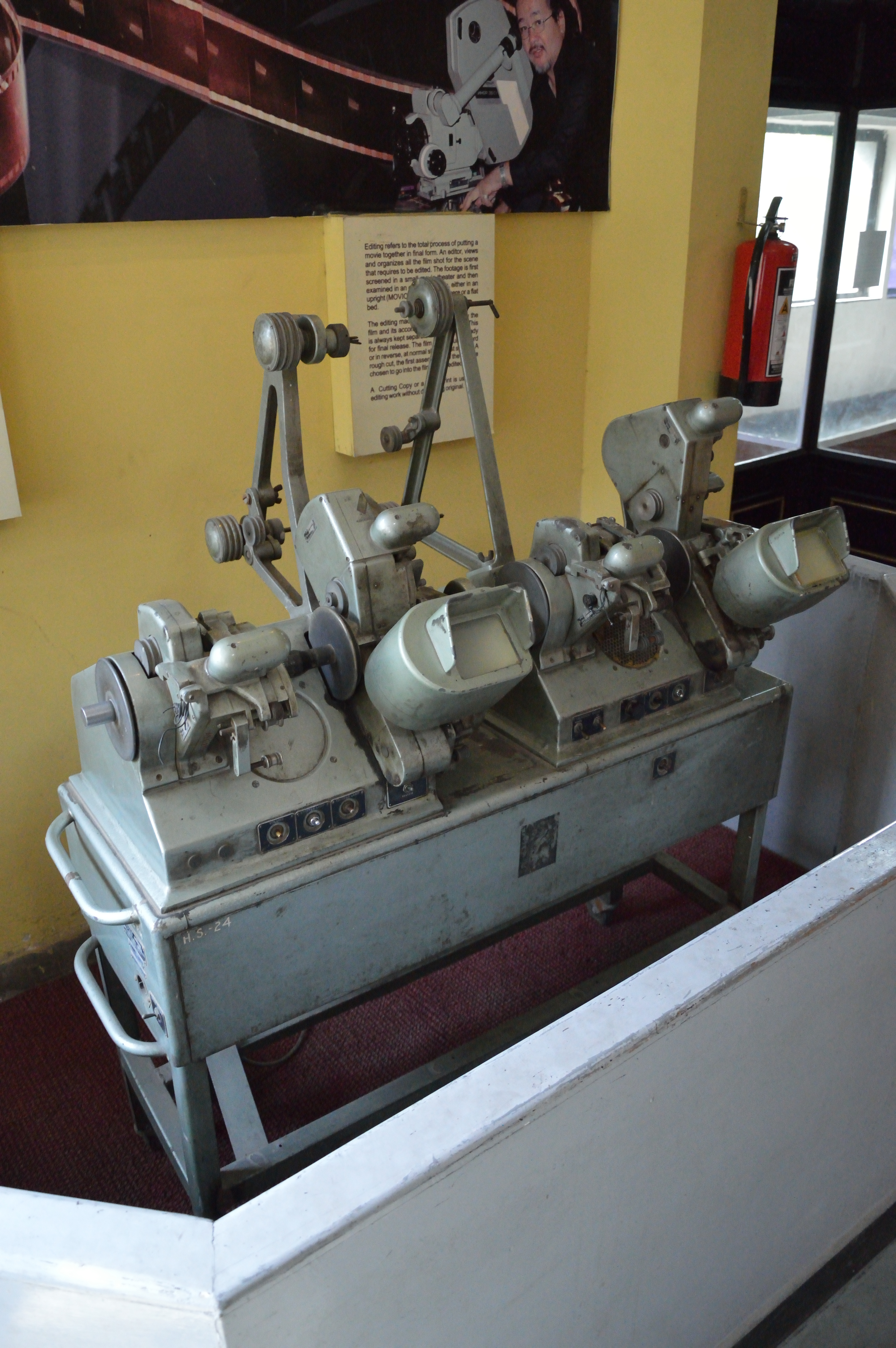
Antigua moviola para montaje de filmes

La secuencia cronológica de los materiales, el tratamiento de la figura del narrador, la naturaleza de los materiales —completamente reales, recreaciones, imágenes infográficas, etcétera— dan lugar a una variedad de formatos tan amplia en la actualidad, que van desde el documental puro hasta documentales de creación, pasando por modelos de reportajes muy variados, llegando al docudrama (formato en el que los personajes reales se interpretan a sí mismos), llegando hasta el documental falso conocido a veces como Mockumentary.
Con frecuencia, los programas de ficción adoptan una estructura y modo de narración muy cercanas al documental, y a su vez, algunos documentales reproducen recursos propios de la creación de obras de ficción.

## Elaboración del documental de montaje
En el documental de montaje la labor creativa se realiza en la sala de montaje donde se ensamblan los materiales con los que se cuenta y en esta forma el eje central de la obra es la generación de un nuevo discurso sobre la interpretación histórica del tema elegido. Estos materiales consisten fundamentalmente en el filmes o fragmentos de filmes rodados con otro propósito, fotografías diversas (de lugares, de periódicos, de personas, etc.) y demás elementos ilustrativos. 

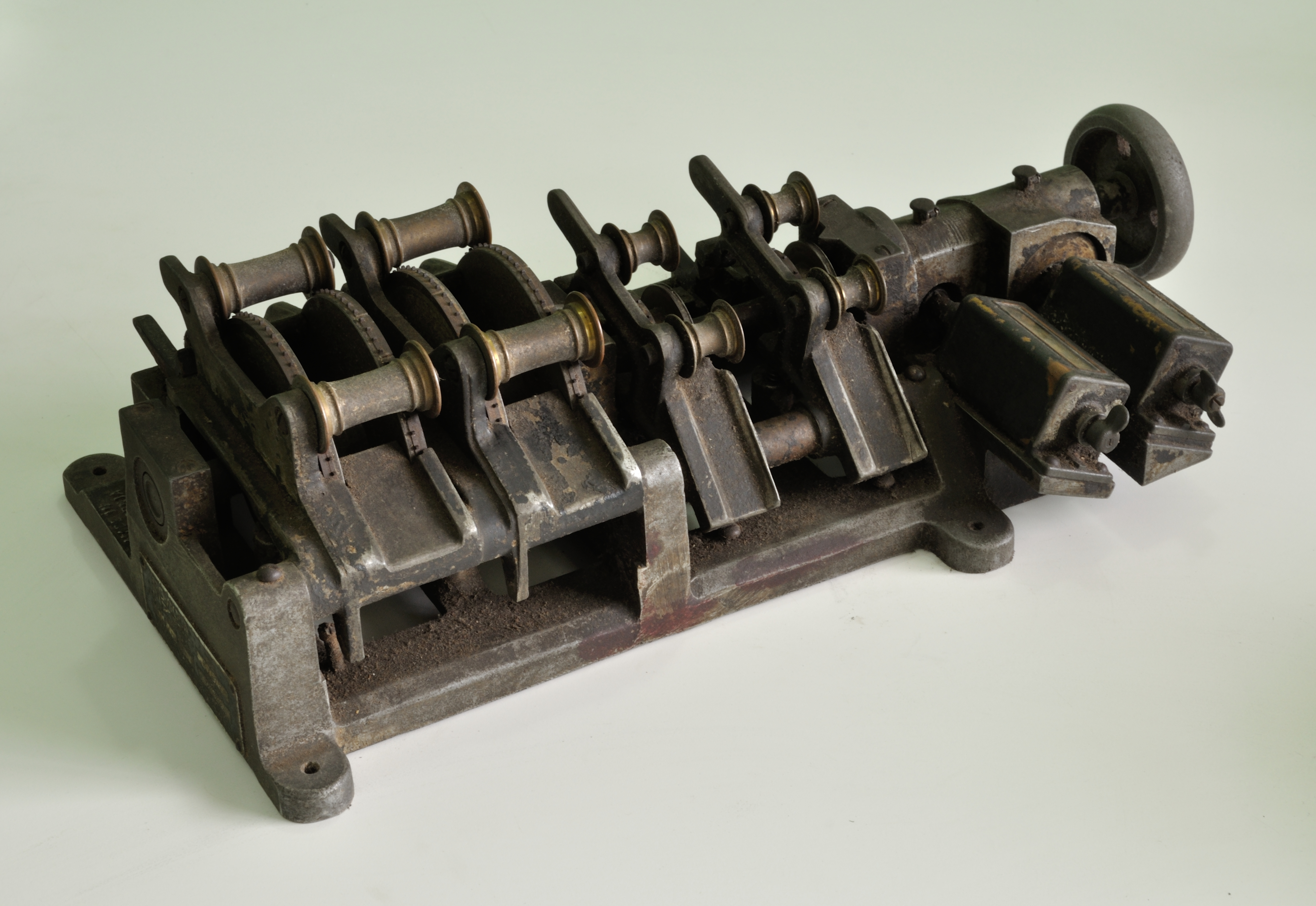
Antigua moviola para montaje de filmes

Algunos documentales de montaje utilizan  secuencias procedentes del cine de ficción, sea para suplir la falta de material filmado de archivo o para complementarlo. Así para ilustrar sobre la vida en Estados Unidos en la época  de la Gran depresión y el New Deal el director Philippe Mora incluyó en  Hermano, ¿me das diez centavos?  (1975), fragmentos de películas norteamericanas de la década de 1930, para su documental sobre el nazismo, Erwin Leiser utilizó en ¡Alemania, despierta!  (1966), secuencias de filmes de ficción del periodo analizado y por su parte en el documental sobre la homosexualidad en el cine El celuloide oculto (1995) los directores Robert Epstein y Jeffrey Friedman usaron secuencias de más de un centenar de películas.
A veces se combinan imágenes de archivo con un fondo musical de la época. En el documental sobre la Guerra de Vietnam  Querida América: cartas desde Vietnam (1988) el director Bill Couturie, usó material documental como cartas de soldados acompañadas de temas musicales de la época como Bob Dylan, Jimi Hendrix, Rolling Stones oThe Doors y en Hitler's Hit Parade (2003), de los directores Oliver Axer y Susanne Benze, las imágenes de archivo de películas y comerciales, fueron acompañadas de música popular y de baile del Tercer Reich. 

## Historia del documental de montaje

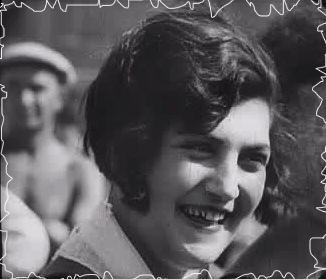
Esfir Shub, creadora del documental de montaje.

Se ubica a la realizadora y montadora soviética, Esfir Shub o Esther Choub entre las primeras en elaborar documentales de montaje, en las que incluía  escenas de ficción y noticiarios de actualidad. Se trata de tres películas sobre la historia de Rusia: La caída de la dinastía Románov   (1927), La gran ruta o El gran camino  (1927) y La Rusia de Nicolás II y Lev Tolstói (1928) que no contenían planos rodados por la directora. 
En 1954, Henri Michel y Olga Wormser publicaron Tragédie de la déportation: 1940-1945, un libro sobre la historia de la deportación en Francia, un tema sobre el cual hasta ese momento había sido escasamente tratado y que, en particular, había estado ausente de las pantallas francesas. A estos autores se agregó en el propósito de divulgación e investigación del tema el Réseau du Souvenir (Red de la Memoria) un grupo creado por la viuda de una víctima de Auschwitz , y por Paul Arrighi, un deportado de Mauthausen, en 1952. Como derivación de todo ello se encargó en 1955 al director Alain Resnais y al guionista Jean Cayrol la realización de un documental que se llamó Nuit et Brouillard (Noche y niebla), un mediometraje en blanco y negro y en color, de 30 minutos que combinaba secuencias de archivo e imágenes de los campos de concentración, que se difundió dentro y fuera de Francia y fue galardonado con el premio Jean Vigo e, incluso hoy en día, sigue siendo considerado como uno de los textos audiovisuales más importantes sobre los campos de concentración. 
En las décadas de 1960 y 1970, la temática más difundida de los documentales de montaje era la guerra: los campos de concentración, el fascismo alemán o el Holocausto. De esa época son, entre otros, Benito Mussolini  (1962) del director italiano Pasquale Prunas y Adolf Hitler. La historia jamás contada de Joachim Fest y Christian Herrendoerfer (1977). También sobre Hitler son El águila de dos cabezas, 1918-1933  (1973) de Lutz Becker sobre su ascensión al poder, hecho con noticiarios, películas caseras y otros archivos y Swastica (1974) de Philippe Mora que, fundamentalmente a través de películas caseras, muestra imágenes humanas, engañosas e inquietantes de los líderes nazis.
Ya en 1993, se estrenó El ojo de Vichy (L’Oeil de Vichy) de Claude Chabrol, documental de montaje en blanco y negro de 110 minutos de duración basado en los noticiarios editados por el régimen colaboracionista de Vichy entre 1940 y 1944 en el que realiza un certero análisis del poder manipulador de los medios  De 1994 es De Nuremberg a Nuremberg de Frédéric Rossif, documental de montaje sobre el nazismo a base de imágenes de archivo. 
De Argentina son los documentales de montaje El misterio Eva Perón dirigido por Tulio Demicheli en 1987 y los dirigidos por Miguel Pérez La República perdida (1983), de 146 minutos recorriendo la historia de Argentina entre los golpes militares de 1930 y 1976 y La República perdida II (1986) de 140 minutos que analizaba el periodo 1976-1983. 